# António Pusich
António Pusich (Cavtat, República de Ragusa, 15 de dezembro de 1760 — Lisboa, 6 de fevereiro de 1838), em croata Antun Pušić, foi um oficial naval oriundo de Ragusa, atual Croácia, que ao serviço da Armada Portuguesa atingiu o posto de chefe-de-esquadra e desempenhou vários cargos de relevo, entre os quais o de Intendente da Marinha em Cabo Verde (1801) e governador de Cabo Verde (1818-1822). Dedicou-se à geografia e foi sócio da Academia Real das Ciências de Lisboa. Foi pai da jornalista, escritora e poetisa Antónia Pusich.

## Biografia
Antun Jerom Pušić nasceu na cidade de Cavtat, conhecida então em italiano por Ragusa-Vecchia, filho de Jerom Pušić e de sua esposa Marija Bratić (ou Marija Bratich, embora a sua neta lhe atribua o nome de Maria Bradich Brancovich ou Branković), uma família afluente da República de Ragusa. Foi batizado em dezembro de 1760 na paróquia de Santa Maria da cidade de Ragusa. A família armava alguns navios e dedicava-se ao comércio marítimo, sendo admitida ao patriciado da cidade episcopal de Ston, tendo por isso os seus membros direito a serem considerados como «nobres de Ston», título concedido para prestigiar os cidadãos da República nas relações internacionais.
A afluência da família permitiu a Antun Pušić estudar em Itália, onde adquiriu conhecimentos nas áreas da história e das ciências exatas. Era também poliglota, falando, além do croata e do italiano, outras línguas. Viria a dominar também o português, língua com a qual escrevia com elegância, permitindo, em 1831, a sua admissão como sócio da Academia Real das Ciências de Lisboa. Com o falecimento do pai herdou consideráveis meios de fortuna, incluindo navios mercantes, o que lhe permitiu viajar pela Europa e pelo Império Otomano, incluindo Constantinopla.
Por meados da década de 1780 conheceu em Itália D. Rodrigo de Sousa Coutinho, o conde de Linhares, ao tempo embaixador de Portugal junto da corte de Turim. Decidido a visitar Portugal, nos finais da década de 1890 recebeu deste cartas de recomendação dirigidas a várias personalidades portuguesas, entre as quais Martinho de Melo e Castro, ao tempo Secretário de Estado da Marinha e Ultramar. Através deste último, por volta de 1790 conseguiu entrar nos círculos navais portugueses e na corte da rainha D. Maria I.
Colaborou nos arranjos finais da Basílica da Estrela, sendo-lhe atribuído ter trazido para Lisboa uma imagem de Santa Teresa de Jesus e umas relíquias atribuídas ao mártir Santo Exupério que foram depositadas naquela basílica.
Em Portugal dedicou inicialmente a sua vida à navegação comercial, navegando em pelo menos um navio de comércio português em que tinha parte, e à representação de navios de Ragusa. Como à época a Armada Portuguesa carecia de oficiais, recrutando estrangeiros para servir nos seus navios, a 1 de fevereiro de 1791 foi nomeado segundo-tenente da Armada Real, iniciando o seu serviço como oficial naval. A 1 de abril daquele ano obteve licença para ir a Ragusa despedir-se da sua mãe. Com data de 10 de julho de 1791 apresentou alvará emitido em Ragusa atestando a sua qualidade de nobre de Ston, o que lhe permitiu solicitar acesso à fidalguia portuguesa. A 6 de fevereiro de 1792 recebeu o foro de fidalgo escudeiro da Casa Real e pouco depois o de fidalgo cavaleiro, sendo referido como oriundo da «cidade episcopal Stagnense» (a cidade de Ston).
Entretanto apresentara-se ao serviço a 22 de fevereiro de 1792, embarcando a 11 de junho de 1792 na fragata Princesa do Brasil, sob o comando do marquês das Minas, para um cruzeiro no Estreito de Gibraltar, regressando a Lisboa em novembro daquele ano. Foi promovido a primeiro-tenente em 16 de dezembro de 1793 e a capitão-tenente em 5 de julho de 1797. 
Em 26 de agosto de 1797 casou com Ana Maria Isabel Nunes na Ermida de Nossa Senhora da Ponte Pedrinha, da paróquia de Belas. A noiva era filha do capitão Manuel Nunes e de Gertrudes Rosa da Costa, uma família ligada ao serviço da Casa Real, e os padrinhos foram o marquês de Marialva e o marquês de Pombal.
Em 1798 comandava o brigue Dragão. No ano seguinte comandava um bergantim de nome Balão que aportou às ilhas de Cabo Verde. Em 18 de março de 1801, foi graduado em capitão-de-fragata e nomeado Intendente de Marinha das Ilhas de Cabo Verde. Nessas funções, foi promovido a capitão-de-fragata a 17 de dezembro de 1806. Nesse mesmo ano recebeu o hábito da Ordem de Cristo, em cerimónia realizada na Sé de Cabo Verde.
Foi o primeiro, e na realidade o único, Intendente de Marinha que existiu em Cabo Verde, tendo como funções supervisor dos assuntos marítimos no arquipélago. Nesse cargo gozava de grande autonomia de ação, tendo-se fixado na ilha de São Nicolau, para onde trouxe a família. Ali lhe nasceu a filha Antónia Gertrudes Pusich, que se viria a revelar jornalista e escritora. Enquanto em Cabo Verde, entre 1803 e 1808 dedicou-se a estudos geográficos e hidrográficos, tendo produzido as obras Memórias físico-políticas de Cabo Verde e Descrição Hidrográfica de Cabo Verde, que ofereceu à Academia Real das Ciências de Lisboa. Na sequência da transferência da corte portuguesa para o Brasil, a 13 de maio de 1808 foi promovido a capitão-de-mar-e-guerra.
A sua comissão em Cabo Verde terminou em 1810, na sequência da extinção do lugar de Intendente, por inútil, operada por aviso do infante D. Pedro Carlos de Bourbon, almirante-general da Armada, emitido a 27 de fevereiro de 1809. A 3 de setembro de 1810 estava em Lisboa acompanhado pela família, onde fez entrega da documentação que tinha a seu cargo, e foi, também acompanhado pela família, até ao Rio de Janeiro, cidade onde então estava a Corte e onde chegou a 11 de junho de 1811. Nos anos seguintes manteve-se no serviço naval no Rio de Janeiro, onde a família fixou residência. A 28 de julho de 1817 foi promovido a chefe-de-divisão, estando no Rio de Janeiro. Nesse período, sendo considerado conhecedor das ilhas de Cabo Verde, foi chamado a dar pareceres sobre decisões referentes ao arquipélago. 
Um parecer negativo sobre a concessão em sesmaria da ilha de São Vicente gerou inimizades, mas terá aberto caminho para que a 6 de fevereiro 1818, no mesmo dia em que se fez a solene aclamação de D. João VI como rei do Reino Unido de Portugal, Brasil e Algarves,  fosse nomeado governador de Cabo Verde e suas dependências, já que ao tempo o governador de Cabo Verde era também governador das possessões portuguesas na costa da Guiné. Governador improvável, numa nomeação com forte oposição por ser estrangeiro, sucedia no cargo a D. António Coutinho de Lencastre, um fidalgo que exercera uma governação considerada tirânica, num momento de grande crise nas ilhas, com a fome e a miséria a grassarem por todo o arquipélago.
O novo governador chegou à então Vila da Praia da ilha de Santiago a 14 de dezembro de 1818, trazendo como ajudantes-de-campo os seus filhos Jerónimo António Pusich e Pedro António Pusich, ambos oficiais da Armada Real. No Rio de Janeiro ficou o seu filho João António Pusich, também oficial da Armada e capitão do Real Corpo de Engenheiros, lente de Matemática na Academia Real de Marinha e reputado músico.
A governação foi difícil, mas profícua. A administração do arquipélago estava caótica, faltavam fardamentos, armas e munições às tropas ali destacadas e o próprio palácio do governador era de madeira e estava arruinado. A cidade da Ribeira Grande de Cabo Verde já se encontrava em franco declínio e a Vila da Praia de Santiago, a nova capital, estava no maior abandono. Investiu na ilha de São Vicente, dado o grande potencial do seu porto, criando a Vila Leopoldina, que depois os liberais renomearam como Mindelo, cujo porto se desenvolveu rapidamente. Fomentou a agricultura, com a criação de sociedades agrícolas, e a introdução de novas culturas, o que levou a grandes mudanças na economia de algumas ilhas. Outro grande empreendimento foi a promoção da alfabetização dos povos. Já com este em Cabo Verde, a 13 de maio de 1819, D. João VI promoveu António Pusich ao posto de chefe-de-esquadra da Armada Real.
Quando ocorreu a Revolução Liberal do Porto, em agosto de 1820, e a subsequente tentativa de liberalizar Portugal, os reflexos em Cabo Verde foram importantes. Apesar de já ter solicitado ao rei a sua exoneração, a contestação ao governo de António Pusich cresceu com os ventos revolucionários. Na ilha da Boa Vista, o comandante militar, inimigo pessoal do governador, proclamou a nova ordem política. Também na Praia surgiram vozes a favor da  dos constitucionais e surgiu um estado insurrecional liderado por alguns negociantes e por proscritos políticos que tinham sido degredados para a ilha. A 4 de abril de 1821 Pusich colocou o lugar à disposição em reunião com o cabido e demais autoridades e influentes da ilha, mas foi deliberado que deveria manter-se em funções, enviando o seu filho Pedro António Pusich ao Rio de Janeiro para solicitar orientações ao rei. Entretanto, sem o seu conhecimento, fora exonerado por carta régia passada no Rio de Janeiro a 10 de abril daquele ano de 1821.
Ainda sem se ter obtido as instruções que haviam deliberado solicitar ao rei, e sem conhecer a exoneração, no dia 1 de maio de 1821 rebentou uma revolta na Praia, tendo o governador sido obrigado a comparecer na Câmara Municipal para ser jurada a Constituição e ficar a presidir a uma junta governativa. Conseguiu evitar tal situação, com a concordância do ouvidor-geral, e seu futuro genro, o bacharel João Cardos de Almeida Amado. Perante a constituição da referida junta, solicitou acolher-se a outra ilha, o que depois de hesitações várias, foi autorizado. Contudo, uma força de alguns milhares de homens impediu a sua saída e forçou a junta a retirar-se. Apesar disso, para evitar derramamento de sangue, a 7 de maio de 1821 recolheu-se discretamente à ilha do Maio, onde permaneceu três meses aguardando as ordens reais. Quando finalmente o filho regressou do Rio de Janeiro, soube que fora exonerado e que o rei regressara a Lisboa. Partiu logo que possível, a bordo do brigue Maria, propriedade do seu genro Joaquim António de Matos. Chegou a Lisboa em setembro de 1821 acompanhado da família, tendo os seus bens pessoais sido pilhados na Praia de Santiago.
Chegado a Lisboa a 21 de setembro de 1821, ficou numa situação desfavorável, pois apenas a par com o capitão-general dos Açores, o tenente-general Francisco de Borja Garção Stockler, futuro sogro de uma das suas filhas, era um dos únicos dois governadores coloniais que não haviam jurado a Constituição de 1821. Foi-lhe inicialmente proibido o desembarque, mas uma solicitação feita ao rei para que interviesse a seu favor junto das Cortes Gerais e Extraordinárias da Nação Portuguesa, levou à revogação da proibição, sendo-lhe permitido juntar-se à família em Lisboa e manter todas as suas honras de oficial general da Armada.
Em Lisboa alheou-se da política, tendo-se dedicado à escrita de várias memórias sobre questões coloniais, com destaque para uma memória sobre Cabo Verde, datada de 1822. A partir de novembro de 1827 passou a residir na Estrela, em Lisboa. Em 1831 foi eleito sócio da Academia Real das Ciências de Lisboa, em cuja sessões foi assíduo participante. Manteve-se em Lisboa durante toda a Guerra Civil Portuguesa, sem intervenção direta em qualquer dos lados. Com a queda de Lisboa para as forças liberais, a 24 de julho de 1833, a sua casa foi saqueada. Após esses acontecimentos, a família mudou-se para a Quinta da Torre do Fato, em Telheiras. Os liberais vencedores da Guerra Civil viram sempre António Pusich como um oficial dos tempos do absolutismo, sendo por isso considerado abrangido pelo decreto de 16 de setembro de 1833, por estar na Quinta da Torre do Fato e não em Lisboa, e demitido da Armada a 23 de junho de 1834.
A esposa faleceu na Quinta da Torre do Fato em 4 de maio de 1835. Regressou de seguida para a sua casa da Estrela, onde faleceu a 6 de novembro de 1838, arruinado e amargurado.
Na República de Cabo Verde, António Pusich é lembrado na toponímia da cidade da Praia, onde existe uma Rua António Pusich. As Memórias que produziu sobre Cabo Verde foram reeditadas na Praia em 1986.